# 第28F海軍航空隊
第28F海軍航空隊（だい28Fかいぐんこうくうたい、仏: Flottille 28F）は、フランス海軍海軍航空隊支援航空部隊隷下の哨戒機部隊。 第二次世界大戦中の1944年7月1日にノーフォーク海軍基地で編成された第8海軍探査航空隊（8FE）が、1953年6月20日に第28F海軍航空隊へ改編された。ラン＝ビウエ海軍航空基地に所在し、哨戒機にEMB 121ANを運用する。また、ディエール・ル・パリヴェストル海軍航空基地に分遣隊を派遣している。

## 歴史

### 第8海軍探査航空隊時代
第8海軍探査航空隊は、コンソリデーテッドPBY-5A飛行隊として、第二次世界大戦中の1944年7月1日にアメリカ合衆国バージニア州に所在するノーフォーク海軍基地で新編され、終戦までの期間、コルシカ島やモロッコ方面で活動した。第二次世界大戦終結後の1945年9月26日にアガディールからフランス領インドシナへ移駐し、同年12月5日に第8F海軍航空隊へ改編、1953年6月20日には第28F海軍航空隊へ改編された。

### 第28F海軍航空隊時代
第28F海軍航空隊はインドシナ戦争に投入され、ディエンビエンフーの戦いでは地上部隊支援で活躍した。1956年からチュニジアのビゼルト県にあるカロウバ海軍航空基地に移駐、アルジェリア戦争において1961年1月まで秩序維持作戦に従事した。
第28F海軍航空隊は1963年4月15日に解隊し、2000年3月31日にノール262E及びエンブラエルEMB 121AN飛行隊として、ディエール・ル・パリヴェストル海軍航空基地で再編成された。2002年9月1日にニーム＝ギャロン海軍航空基地へ移駐後、閉隊した第56S飛行中隊のノール262Eの移管を受け、飛行要員学校（EPV）の支援部隊としても機能している。2009年2月25日にノール262Eが退役し、2010年9月にはラン＝ビウエ海軍航空基地へ移駐した。

## 配備基地の変遷
- ノーフォーク海軍基地（アメリカ合衆国バージニア州）（1944年7月 - 1944年9月）
- アガディール海軍航空基地（フランス領モロッコ）（1944年9月 - 1944年9月）
- アスプレット海軍航空基地（フランス語版）（コルシカ島）（1944年9月 - 1944年11月）
- キュエール＝ピエルフ海軍航空基地（フランス語版）（プロヴァンス＝アルプ＝コート・ダジュール地域圏ヴァール県）（1944年11月 - 1944年12月）
- ポート＝リョーテ海軍航空基地（フランス語版）（フランス領モロッコ）（1944年12月 - 1945年5月）
- アガディール海軍航空基地（フランス領モロッコ）（1945年5月 - 1945年10月）
- タン＝ソン＝ニェット第191空軍基地（フランス語版）（フランス領インドシナ）（1945年10月 - 1956年3月）
- カロウバ海軍航空基地（フランス語版）（チュニジア・ビゼルト県ビゼルト）（1956年3月 - 1960年12月）
- ラルティーグ海軍航空基地（フランス領アルジェリア）（1961年1月 - 1962年9月）
- ニーム＝ギャロン海軍航空基地（ブルターニュ地域圏モルビアン県）（1962年9月 - 1963年4月）
- ディエール・ル・パリヴェストル海軍航空基地（プロヴァンス＝アルプ＝コート・ダジュール地域圏ヴァール県）（2000年3月 - 2002年9月）
- ニーム＝ギャロン海軍航空基地（ブルターニュ地域圏モルビアン県）（2002年9月 - 2010年8月）
- ラン＝ビウエ海軍航空基地（ブルターニュ地域圏モルビアン県）（2010年9月 - ）

## 歴代運用機

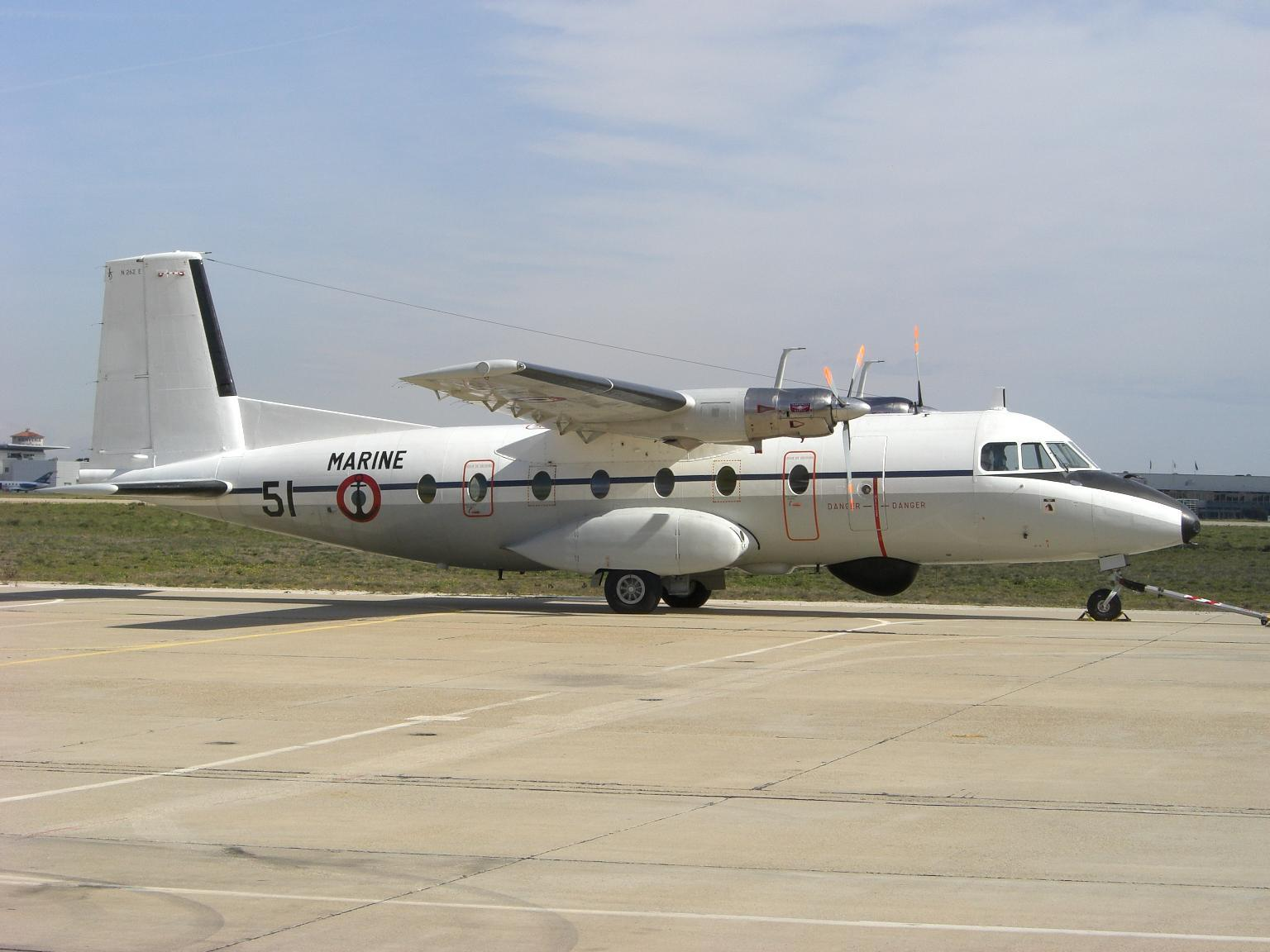
第28F海軍航空隊で運用したノール262E

- PBY-5A（1944年7月 - 1951年1月）
- PB4Y-2（1951年1月 - 1961年1月）
- M.S.500（1953年6月 - 1954年8月）
- P2V-6（1961年1月 - 1963年4月）
- ノール262E（2000年3月 - 2009年2月）
- EMB 121AN（2000年3月 - ）